# خیرآباد (سرچهان)
خیرآباد یک روستا در ایران است که در دهستان سرچهان در شهرستان سرچهان استان فارس واقع شده‌است.